# Fondation des musées d'Amsterdam
La Fondation des musées d’Amsterdam (Official Museums of Amsterdam, OAM) est une association de musées dédiée au conseil et basée à Amsterdam. 

## Historique
Officiellement fondée en 1994, cette organisation existe depuis les années 1980. Elle comprend à la fois des musées publics et privés, tous membres de De Museumvereniging, l’Association néerlandaise des musées.
L’OAM a une compétence limitée ainsi qu’un président et un vice-président élus.
La fondation Samenwerkende Amsterdamse Musea (SAM) représente les intérêts commerciaux de l’OAM. Bjorn Stenvers est le directeur de la fondation. 
En 2015, Stenvers crée l’Amsterdam Museum Academy pour la formation des professionnels des musées,,. Le Marketing Overleg der Amsterdamse Musea (MOAM) se consacre aux intérêts marketing de l’OAM. Tous les directeurs marketing et communication des 44 musées membres de l’OAM y sont réunis. Chacun peut être consulté pour échanger des conseils entre membres. 
La Nuit des Musées (Dutch: Museumnacht, N8) a été créée par l’OAM, elle est désormais une organisation indépendante.

## Membres
|  |  | - Musée Allard-Pierson - Muiderslot - Musée d'Amsterdam - Maison Anne Frank - Musée biblique - Musée Cobra - Nederlands Scheepvaartmuseum - EYE Film Instituut Nederland - Fotografiemuseum Amsterdam - Hermitage Amsterdam - Hollandsche Schouwburg - Jardin botanique d'Amsterdam - Musée historique juif - Musée des sacs Hendrikje - Musée Geelvinck-Hinlopen | - Het Schip - Musée Willet-Holthuysen - Artis - NEMO (Amsterdam) - Nouvelle église d'Amsterdam - Ons' Lieve Heer op Solder - Vieille église d'Amsterdam - Synagogue portugaise d'Amsterdam - Musée de la maison de Rembrandt - Rijksmuseum Amsterdam - Palais royal d'Amsterdam - Stedelijk Museum Amsterdam - Tropenmuseum - Musée Van Gogh - Musée de la résistance d'Amsterdam - Zaans Museum |